# Athens, Ohio
Athens är residensstad i Athens County, Ohio, USA. Den har 21 342 invånare (2000).
Ohio University ligger i Athens. De första européerna kom till platsen 1797 och 1912 fick Athens stadsstatus, då den hade över 5 000 invånare.

## Externa länkar

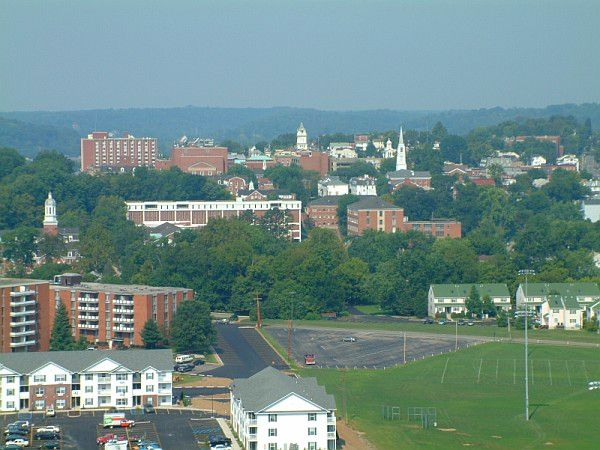
Athens, Ohio